# Tahal (Spanyolország)
Tahal község Spanyolországban, Almería tartományban. Lakosainak száma 375 fő (2024).

## Földrajza
Tahal Alcudia de Monteagud, Benizalón, Uleila del Campo, Lucainena de las Torres, Tabernas, Senés, Laroya, Macael és Chercos községekkel határos.

## Népesség
A település lakosságának változását az alábbi diagram mutatja:
| Lakosok száma | 395  | 385  | 416  | 446  | 553  | 396  | 362  | 362  | 349  | 375  |
|               | 2001 | 2004 | 2006 | 2009 | 2011 | 2014 | 2016 | 2019 | 2021 | 2024 |